# Numerus
Numerus (însemnând Număr) este un termen roman ce se referea la o unitate de 200-400 de ostași ai statului roman.